# 西津渡
西津渡古街位于镇江市西部云台山上，西津渡原名為“蒜山渡”，於三国时代命名；後來唐代改稱為“金陵渡”；宋代以后才改称为“西津渡”。西津渡古街全长不足500米，历經唐、宋、元、明、清至今仍保留着古朴典雅的风情。
2006年，西津渡古街做为京杭大运河的子项，列入第六批全国重点文物保护单位。

## 簡介
西津渡古街中心的古津渡口（又称为金陵渡），曾是李白、王安石、孟浩然、张祜、米芾、苏轼、陆游、马可·波罗等都曾在此候船或登岸，并留下了著名诗篇。沿街的景點中，昭关石塔和镇江英国领事馆旧址均为全国重点文物保护单位。街道两侧的清代江南民居保存完好，没有被大规模商业开发。被成为中国古渡博物馆。

## 沿途景點
- 待渡亭
- 小山楼
- 观音洞（佛教）
- 铁柱宫（道教）
- 元代昭关石塔（又叫做过街石塔，藏传佛教）
- 镇江英国领事馆旧址
- 镇江英租界工部局旧址
- 英租界巡捕房旧址
- 美国美孚火油公司旧址
- 美国德士古火油公司旧址
- 亚细亚火油公司旧址（英荷壳牌石油子公司）
- 云台閣（仿照宋元古建筑）
- 清代救生会等历代遗迹
- 元代玉山大码头遗址博物馆
- 清代超岸禅寺
- 都天行宫

## 獎項
西津渡古街於2001年獲得聯合國教科文組織亞太區文物古蹟保護獎優異項目獎，以表揚其古蹟保育計劃。

## 外部連結
- 西津渡 （页面存档备份，存于）